# Magic (rapper)
Awood Johnson (16 de agosto de 1975 – 1 de março de 2013), melhor conhecido pelo nome artístico dele, Mr. Magic, foi um rapper norte-americano conhecido por sua passagem com No Limit Records no final de 1990 e início de 2000.

## Morte
Em 1 de março de 2013, Magic com sua esposa dele foram mortos em um fatal acidente de carro em Hattiesburg, Mississippi. Com doze anos de idade, Twila, filha deles, foi a única sobrevivente.

## Discografia
Álbuns de estúdio
| Ano                                                          | Álbum           | Posições nos gráficos | Posições nos gráficos | Posições nos gráficos |
| Ano                                                          | Álbum           | EUA                   | EUA Hip-Hop           |                       |
| ------------------------------------------------------------ | --------------- | --------------------- | --------------------- | --------------------- |
| 1998                                                         | Sky's the Limit | 15                    | 3                     |                       |
| 1999                                                         | Thuggin'        | 28                    | 8                     |                       |
| 2003                                                         | White Eyes      | 147                   | 37                    |                       |
| 2003                                                         | On My Own       | 29                    | 15                    |                       |
| "—" denota o álbum que faliu nos gráficos ou não foi lançado |                 |                       |                       |                       |